# B.B. King Museum and Delta Interpretive Center
Het B.B. King Museum and Delta Interpretive Center is een museum in de Amerikaanse staat Mississippi. Het werd op 13 september 2008 geopend in Indianola en richt zich op de bluesartiest B.B. King (die daar woonde) en de muziekstijl Delta blues.
Het museum is gevestigd in een oude fabriek waar ontkorrelmachines opgesteld stonden om katoenvezels van zaden te scheiden. Voor King was dit in de jaren veertig zijn werkplek. In exposities en met interactieve presentaties wordt ingegaan op zijn leven en op dat van andere musici uit de deltaregio, waar de blues is ontstaan. Na het overlijden van King in 2015 werd hij bij het museum begraven en is er een herinneringstuin aan hem ingericht.